# Helmut Latz
Pour les articles homonymes, voir Latz.
Helmut Latz (né le 12 mars 1955 à Cologne en Rhénanie-du-Nord-Westphalie) est un rameur ouest-allemand. Il participe à une édition des Jeux olympiques.

## Jeux olympiques
- Jeux olympiques d'été de 1976 à Montréal ( Canada)
  - 4e position à l'épreuve masculine à huit d'aviron